# Balázs Déri
Balázs Déri (Orgovány, Bács-Kiskun, Hungría, 4 de agosto de 1954) es un poeta, traductor, filólogo y musicólogo húngaro.
De 1972 a 1981 cursó estudios de filología latina, persa, griega, húngara, copta y catalana en la universidad Eötvös Loránd de Budapest, y entre 1991 i 1995 de musicología en la Academia de Música Ferenc Liszt. Doctorado en Filosofía desde 1998, obtuvo la habilitación en 2003. Ha sido editor del Lexicon Latinitatis Medii Aevi Hungariæ del Grupo Académico de Investigación de Estudios Clásicos, profesor de griego y de latín en la facultad de Teología de la Universidad Károli Gáspár de la Iglesia Reformada, y a partir de 1997 ha ejercido cargos docentes y directivos en diversos departamentos (Lengua y Literatura Norteamericanas, Instituto de Estudios Clásicos, Facultad de Artes, Centro de Estudios Religiosos) de la Universidad Eötvös-Loránd. Dirige la revista Magyar Egyházzene (Música sacra húngara). Es miembro de la Academia Húngara de Ciencias.
Como estudioso de la lengua y la literatura catalanas, fue uno de los primeros discípulos de Kálmán Faluba, introductor de los estudios catalanes en Hungría. Ha traducido a esta lengua diversas obras de autores húngaros (Imre Madách, János Pilinszky, Péter Pázmány), y al húngaro obras de Ramon Llull y de Ausiàs March, entre otros.

## Selección de obras

### Poesía
- Az utolsó sziget. Versek 2000-ből (La última isla. Poemas del 2000 acá), 2001. ISBN 9789634461876
- Kézírás (Manuscrito), 2004. ISBN 9634463010
- Rétegek (Láminas), 2010. ISBN 9789634465744

### Traducciones al húngaro
- Ramon Llull, A szerelmes és a Szeretett könyve (Llibre d'Amic e Amat), 1994
- Ramon Llull, A szeretet filozófiájának fája (L'arbre de filosofia d'amor), 1994.
- Ész és mámor, XX. Századi katalán költők (Razón y locura. Poetas catalanes del siglo XX), Budapest: Íbisz, 1997.
- Távollét (Ausencia). Poemas y leyendas místicas de Mirabai. Budapest: Argumentum Kiadó, 1997.
- Ausiàs March, Versek (Poemas), Budapest: Íbisz, 1999.
- Modern katalán színház (Teatro catalán moderno), en colaboración con Montserrat Bayà y Kálmán Faluba (2 vol.), Budapest: Íbisz, 2001 i 2002.
- Kavafis. Alexandria örök. Pozsony: Kalligram, 2006

### Otros
- Francesc II Rákóczi. Meditationes principis Francisci II. Rákóczi. Budapest: Balassi Kiadó, 1997. (edición)
- Újszövetségi görög nyelvkönyv (Libro de texto del griego del Nuevo Testamento), en colaboración con Gergely Hanula. Budapest: Argumentum Kiadó, 2000, 2008.
- A részek és az egész. Prudentius Cathemerinon című himnuszciklusának szerkezete (Las partes y el todo. La estructura del ciclo Cathemerinon de Prudencio), Budapest: Argumentum Kiadó, 2001. (monografía)
- Missale Strigoniense 1484 (Monumenta Ritualia Hungarica 1). Budapest: Argumentum Kiadó, 2009.

## Premios y distinciones
- Premio Sándor Lenart de la Sociedad Húngara de Estudios Clásicos (1999)
- Premio a la Calidad de la Radio Húngara (1999)
- Premio del Ministerio de Cultura húngaro en la modalidad de poesía (2004)
- Premio Ürmenyi József de la Facultad de Filosofía de la Universidad Eötvös-Loránd (2012)
- Cruz de Caballero de la Orden del Mérito de Hungría (2016)